# Neues Sehen

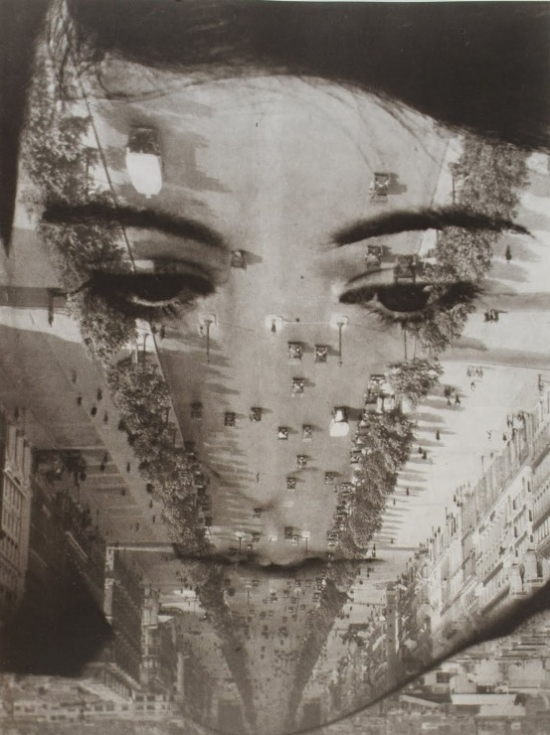
Aenne Biermann: Paříž, Champs-Elysée, 1929

Neues Sehen (Nové vidění, New Vision nebo Neue Optik) je specifický styl ve fotografii, který se rozvíjel ve 20. letech. O Novém vidění se hovoří společně se směrem Bauhaus. Obrazové vyjadřování Neues Sehen chtělo uvolnit zkostnatělé struktury ve fotografické kompozici, osvětlení a exponování. Místo toho tento styl předpokládal dynamickou orientaci, která odpovídala sociálnímu pokroku a tento dokumentovala odpovídajícím způsobem. 

## Styl
Před první světovou válkou se fotografie změnila. Nesnažila se již napodobovat malířství jako piktorialismus, ale obrátila se k tzv. přímé fotografii (straight photography). Za tohoto objektivního přístupu (viz též Nová věcnost) se na počátku dvacátých let rozvíjelo přání, udržet sociální zvraty, optimismus a dynamiku. Směr Neues Sehen, jako rezultát přehnaného požadavku označil takzvanou „pupeční perspektivu“ jako nepodstatnou a interpretoval vyhasínající současnou fotografii jako neatraktivní a nezajímavou reprezentaci reality. 
Především mladí ruští konstruktivisté okolo Alexandra Rodčenka a rostoucí počet fotografů Bauhausu vnímali budoucnost v zajímavých úhlech (extrémní nadhledy nebo podhledy) ve svém bezprostředním okolí. Také se experimentovalo se světlem a stíny, což v konečném důsledku vedlo často k příliš velkým stinným plochám v obrazu. Kompozičně si nekladl styl Nového vidění žádná pravidla. Spíše aplikoval tvůrčí impulsy na osvícení předmětů a vytváření nového výkladu reprodukovaných momentů ve fotografii. 
Celkově lze zařadit Neues Sehen do kategorie velmi experimentálních stylů, které jsou vždy otevřeny novým impulsům a nejsou prezentovány jednotně. Záměrem Nového vidění bylo rozšířit fotografii od pouhého kopírování a reprodukování k produkčnímu médiu. Autoři měli asi tento didaktický přístup: divák musí být nejprve uveden do nových zobrazovacích metod a vypořádat se s vnímáním toho, co líčí. Jemu doposud známé předměty jsou pak uváděny v neznámém vyobrazení. 

## Kritika
Hnutí Neues Sehen je vytýkán často experimentální charakter a s tím související také neschopnost vyjádření jednotného stylu. Především zástupci nové věcnosti a přímé fotografie odsoudili amatérské pokusy a očividný nedostatek technického fotografického vzdělání fotografů Neues Sehen.
Se zavedením vyhraněných (čistých) fotografických tříd v Bauhausu bylo určitým způsobem na tuto kritiku reagováno, ale vedlo to také k tomu, že se – do té doby nejvíce – tvůrčí přístup fotografie v Bauhausu změnil na velmi objektivní formu.

## Umělci
- Aenne Biermann
- Erich Consemüller
- Andreas Feininger
- Lucia Moholy
- László Moholy-Nagy
- Walter Peterhans
- Grete Popper
- Alexandr Rodčenko
- Umbo (Otto Maximilian Umbehr)
- Heinrich Koch
- Marianne Breslauer
- Eva Besnyö
- Anton Stankowski
- Karl Theodor Gremmler

## Příklady
László Moholy-Nagy, odmítající současnou uměleckou fotografii jako neorganicky a bez vnitřního oprávnění vázanou na formální snahy malířství, učil své žáky znovu vidět a překvapujícím způsobem zobrazovat svět novou perspektivou, zdánlivě náhodnými (ve skutečnosti však dokonale promyšlenými) výřezy, jejichž absurdnost, nevídané nadhledy nebo podhledy by mohly být považovány za pouhou provokaci nebo plytké novotářství, kdyby za nimi nestála rozsáhlá a poctivá teoretická zdůvodňující práce. Fotografie byla pro Moholyho-Nagye buď čistou kompozicí světelných hodnot, nebo zprávou, opticky nedosažitelně názornou a autentickou. Neuznával kompromisy. Pro realizaci světelné kompozice používal záměrně a promyšleně i technik s expresivním abstraktním efektem – montáže, inverze světelných hodnot, dvojího osvětlení, fotografiky. K získání přesné a detailní zprávy však naopak učil žáky používat nejpokročilejších technických pomůcek, tehdejší výtvarnou fotografií jednoznačně odmítaných, a ve své fotografické výuce vycházel spíše z metod např. kriminalistické a lékařské fotografie než z fotografie tzv. umělecké.

## Nástroj propagandy
Karl Theodor Gremmler fotografoval svět práce, zejména pracujících žen v nejrůznějších profesích. Tyto snímky vznikaly na objednávku Německé pracovní fronty (Deutsche Arbeitsfront) nebo Deutsches Frauenwerk a autor získal v publikacích prostor pro umírněnou moderní obraznost: pohledy shora, diagonální sekvence, výřezy a řezy, pohledy zdola. Publikace ukazuje, jak se do řetězců symbolů a významových vzorců nacistického státu zařazovaly základní kompoziční vzorce modernismu, které se rozvinuly na konci 20. let. Podle Rolfa Sachsse spojení s prvky Nové vize posloužilo ke zdůraznění modernosti a kosmopolitnosti nacistického státu.

## Galerie

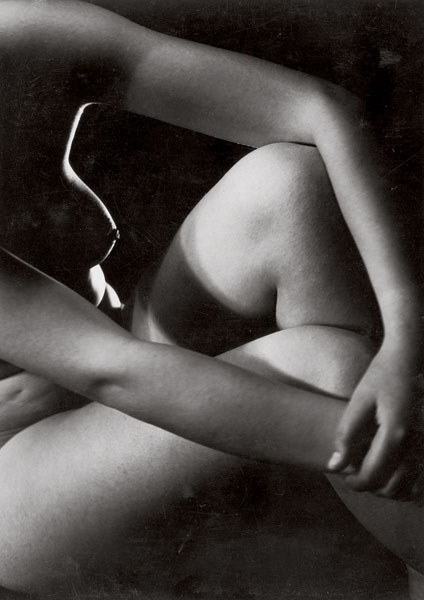
Akt, 1930
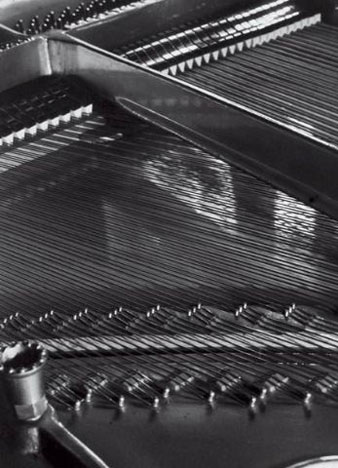
Struny klavíru, 1928
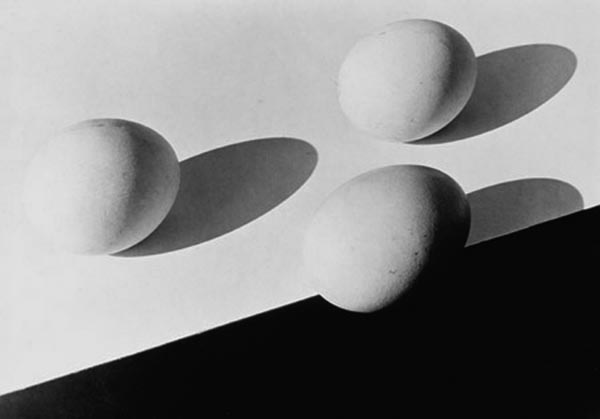
Vajíčka, asi 1930
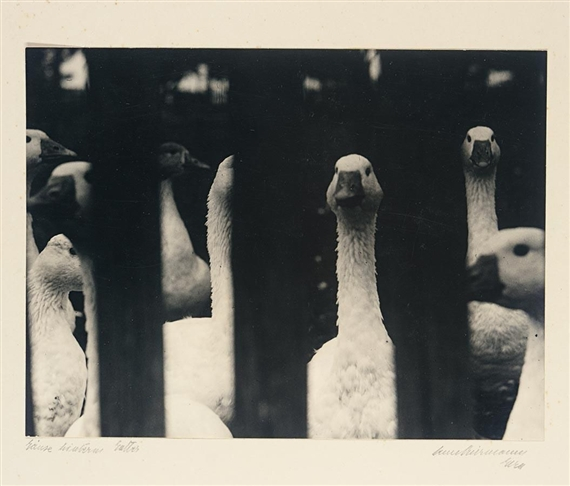
Husy za plotem, asi 1928